# Linnajärvi
Linnajärvi är en sjö i Finland. Den ligger i kommunen Mäntyharju i landskapet Södra Savolax, i den södra delen av landet, 150 km nordost om huvudstaden Helsingfors. Linnajärvi ligger 88,4 meter över havet. I omgivningarna runt Linnajärvi växer i huvudsak barrskog. Arean är 89,5 hektar och strandlinjen är 7,82 kilometer lång. Sjön  ingår i Kymmene älvs huvudavrinningsområde. 